# Nhân Hoài

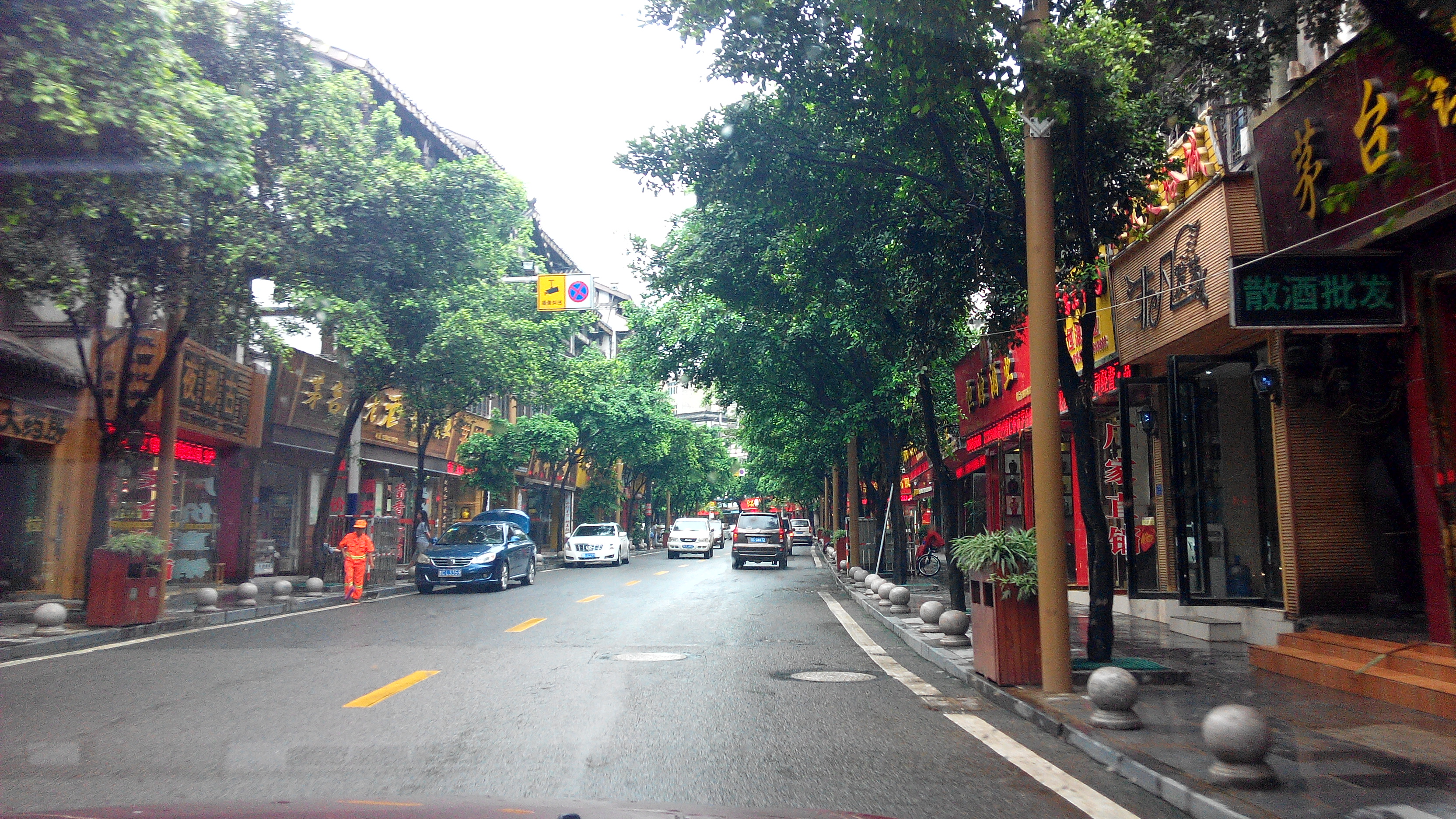
Nhân Hoài

Nhân Hoài (chữ Hán giản thể: 仁怀市, bính âm: Rénhuái Shì, âm Hán Việt: Nhân Hoài thị) là một thành phố cấp phó địa khu thuộc địa cấp thị Tuân Nghĩa, tỉnh Quý Châu, Cộng hòa Nhân dân Trung Hoa. Nhân Hoài nằm ở trung lưu của Xích Thủy Hà. Thành phố này có diện tích 1788 ki-lô-mét vuông, dân số năm 2002 là 585.700 người. Mã số bưu chính của thành phố là 564500. Chính quyền thành phố đóng ở trấn Thành Quan. Rượu Mao Đài được sản xuất tại trấn Mao Đài, là quốc tửu Trung Quốc. Về mặt hành chính, thành phố này được chia thành 13 trấn, 6 hương. Tổng cộng có 22 ủy ban xã khu cư, 149 thôn.